# Neill Peak
Der Neill Peak ist ein 460 m hoher Berg an der Mawson-Küste des ostantarktischen Mac-Robertson-Lands. Er ragt 5 km südwestlich des Scullin-Monolithen auf.
Teilnehmer der British Australian and New Zealand Antarctic Research Expedition (1929–1931) unter der Leitung des australischen Polarforschers Douglas Mawson entdeckten ihn am 13. Februar 1931. Mawson benannte ihn nach dem mit ihm befreundeten Eric Vansittart Ernest Neill (1878–1955), der bei der Beschaffung der Finanzmittel für die Forschungsreise behilflich war.